# 홈 송 스토리
《홈 송 스토리》(The Home Song Stories)는 2007년 오스트레일리아와 싱가포르의 합작영화이다. 오스트레일리아 화교출신인 토니 아이레스가 감독을 맡았고, 중국출신의 진충(조안 첸)이 주연을 맡았다. 이 작품은 2008년 오스트레일리아를 대표하여 80회 아카데미상 외국어작품상 후보로 출품되었다. 진충은 이 영화로 대만 금마장 여우주연상을 수상했다.

## 영화정보
- 중화권에서는 《의》(意)라는 제목으로 소개되었다

## 출연진
- 진충 : 로즈 역
- Yuwu Qi: 조 역
- 조엘 록: 톰 역
- 아이린 첸: 메이 역
- 스티븐 비들러: 빌 역
- 케리 워커: 노마 역

## 제작진
- 음악: Antony Partos
- 촬영: Nigel Bluck
- 편집: Denise Haratzis

## 수상 기록
- 호주 브리스베인 국제영화제 FIPRESCI International Jury Award 수상
- 대만 금마장 여우주연상(진충), 각본상(토니 아이레스) 수상
- 토론토 국제영화제 여우주연상(진충)

## 같이 보기
- 오스트레일리아 영화